# Dnopherula yunnanensis
Dnopherula yunnanensis är en insektsart som först beskrevs av Zheng, Z. 1977.  Dnopherula yunnanensis ingår i släktet Dnopherula och familjen gräshoppor. Inga underarter finns listade i Catalogue of Life.